# Пентапризма

Обычная пентапризма

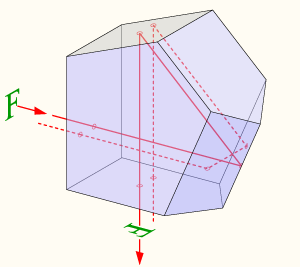
Крышеобразная пентапризма. Двойная грань может быть как верхней, так и передней, это не влияет на оптический эффект

Пентапри́зма — отражательная призма, имеющая в сечении, перпендикулярном рабочим граням, вид пятиугольника. Две грани пентапризмы покрыты отражающим слоем, а из трёх прозрачных одна нерабочая. Свет, вошедший в пентапризму, выходит из неё под прямым углом к первоначальному направлению вне зависимости от угла падения на входную грань. Это достигается за счёт угла между отражающими гранями, составляющего 45°. Благодаря чётному количеству отражений, изображение, видимое через пентапризму, остаётся прямым. При замене одной из отражающих граней двумя, расположенными в форме двускатной крыши поперёк сечения призмы под углом 90° друг к другу, получается крышеобразная пентапризма. В отличие от простой пентапризмы, крышеобразная даёт зеркальное изображение, перевёрнутое в направлении, перпендикулярном главному сечению призмы. По промышленной классификации обычная пентапризма имеет обозначение БП-90°, а крышеобразная — БкП-90°.

## Применение
Основное назначение пентапризмы — увеличение оптической длины при сохранении компактности конструкции. Коэффициент удлинения пентапризмы составляет 3,414. Одно из первых применений пентапризмы нашли в призматических биноклях и монокулярах, значительно сокращая их габариты по сравнению со зрительной трубой. Ещё одно свойство пентапризмы — всегда отклонять свет строго перпендикулярно — делает её незаменимой в геодезии и строительстве. Две пентапризмы, расположенные так, чтобы две рабочие грани находились в одной плоскости, а две другие были направлены в противоположные стороны, используют в геодезическом приборе эккер. С помощью этого прибора можно откладывать на местности перпендикулярные линии.
Крышеобразная пентапризма, изобретённая в середине XIX века французом Шарлем Гулье (фр. Charles Goulier), получила наибольшую известность благодаря широкому применению в качестве оборачивающей системы видоискателя зеркальных фотоаппаратов. Без пентапризмы такой видоискатель даёт зеркально перевёрнутое изображение, наблюдаемое сверху на расположенном горизонтально фокусировочном экране. Такой способ визирования неудобен и приводит к преобладанию снимков с нижнего ракурса, неприемлемого при портретной съёмке. При использовании крышеобразной пентапризмы, установленной над фокусировочным экраном и коллективной линзой, в окуляре с горизонтальной оптической осью видимо прямое изображение, а фотоаппарат находится на уровне глаз. При этом за счёт многократного отражения в стекле, оптическая длина между фокусировочным экраном и окуляром достаточна для нужного увеличения изображения при сохранении компактности конструкции. 
Впервые пентапризменный видоискатель был почти одновременно реализован в фотоаппаратах Rectaflex и Contax S сразу после войны. Профиль крышеобразной пентапризмы, выступающей над верхним щитком зеркальных фотоаппаратов, придаёт им характерный вид. В некоторых камерах предусмотрена замена оборачивающей системы зеркального видоискателя, позволяющая использовать другие оптические насадки или наблюдать изображение непосредственно на матовом стекле. Поэтому весь съёмный узел, содержащий кроме призмы увеличительный окуляр, детали экспонометра и другие вспомогательные приспособления, в обиходе называется «пентапризмой». Пентапризма может располагаться крышеобразными гранями как вверх, так и вперёд, при этом эффект от её использования не меняется. В большинстве зеркальных фотоаппаратов двойная грань обращена вверх, однако иногда используется другая конфигурация. Последняя характерна для так называемых «спортивных» видоискателей (например, Nikon DA-1) с прямоугольной выходной гранью без окуляра. Изображение пентапризмы со стрелкой, обозначающей ход света в ней, использовалось в качестве товарного знака объединением ГОМЗ, позже переименованным в ЛОМО.

## Альтернативы в фотоаппаратуре
Появлению пентапризмы в фотоаппаратах предшествовали долгие поиски. В оптических системах, не критичных к габаритным размерам, например, в кинокамерах с зеркальным обтюратором, для поворота оси светового потока применяются призмы других типов. В профессиональной кинотехнике используются оптические шарниры, позволяющие поворачивать лупу сквозного визира относительно камеры в различные положения. В отличие от громоздких кинокамер в фотоаппаратуре одним из важнейших требований считается компактность и малый вес. Поэтому конструкции, использующиеся в киноаппаратуре, для фототехники непригодны. Первый патент на призменную оборачивающую систему для малоформатного фотоаппарата был получен компанией Zeiss Ikon в 1938 году, и был основан на призме Порро. Первая в мире однообъективная «зеркалка» Duflex с прямым изображением в видоискателе содержит именно такие призмы, и сконструирована Йено Дуловичем ещё в 1943 году. 
Изготовление крышеобразной пентапризмы сопряжено с серьёзными трудностями, обусловленными длинным путём света с трёхкратным преломлением. Даже для развитых оптических компаний получение большого куска оптического стекла без неоднородностей и с минимальным количеством пузырьков представляет проблему. Первым фотоаппаратом с пентапризмой стал Rectaflex, запущенный в серийное производство в Италии в 1948 году. Через несколько месяцев появился немецкий Contax-S с аналогичным видоискателем. Почти одновременно для тех же целей в швейцарском Alpa Prisma Reflex использовали призму Керна. Со временем стало очевидно, что с прямоугольным кадром пентапризма эффективнее любых других оборачивающих систем. Тем не менее, призма Порро иногда используется, например в полуформатном Olympus Pen F. Значительно реже такая призма встречается в аппаратуре с крупным кадром, например в видоискателях семейства Porrofinder для среднеформатной Mamiya C330. В некоторых фотоаппаратах вместо обычной пентапризмы использовалась полупентапризма с крышей БкУ-60°. 

Принцип действия пентапризмы
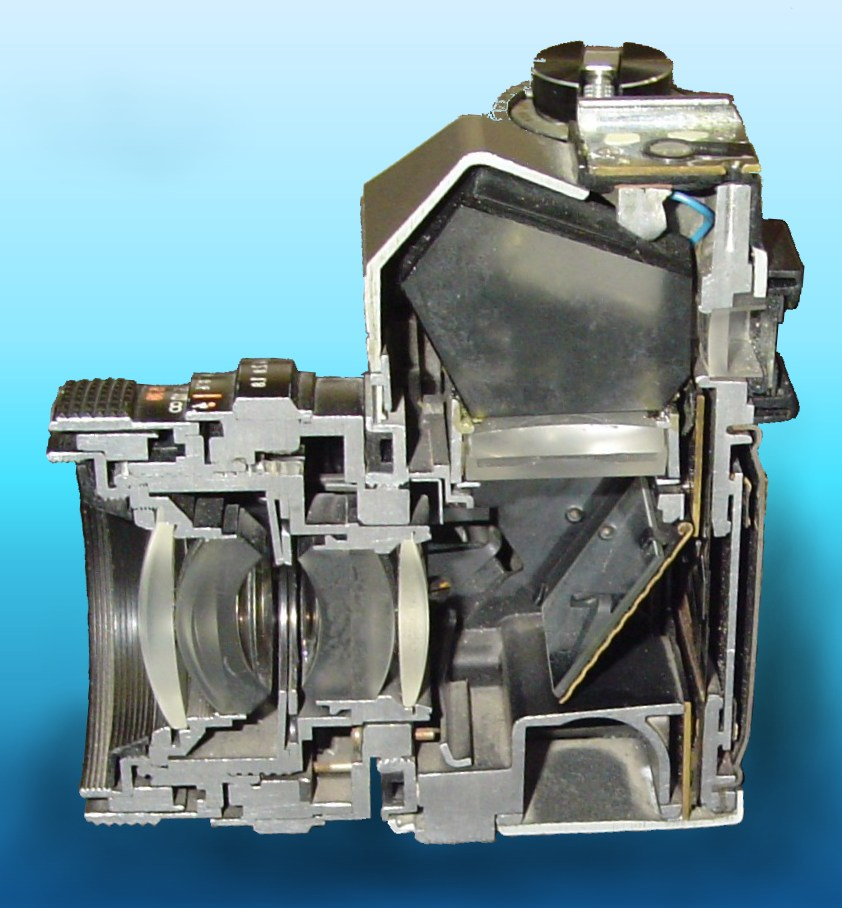
Продольный разрез фотоаппарата с пентапризмой
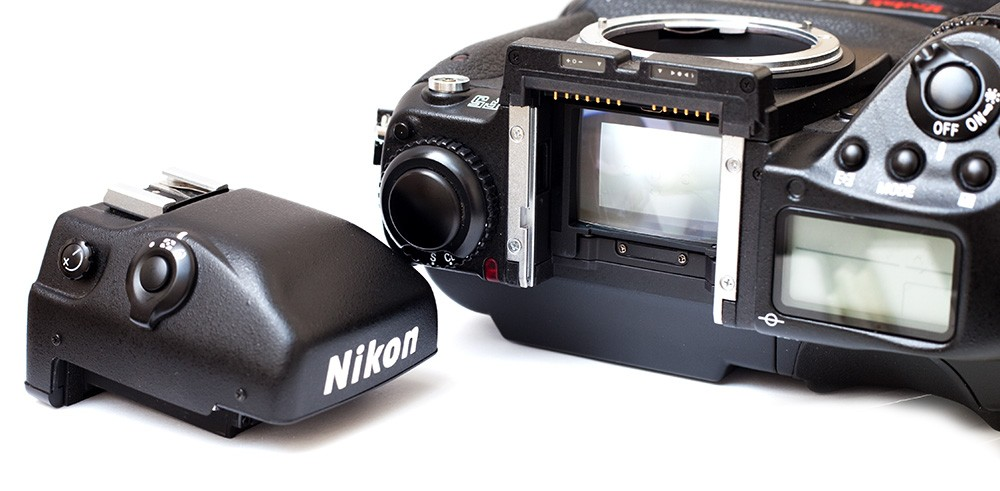
Съёмный узел пентапризмы Nikon F5
Крышеобразная призма Амичи
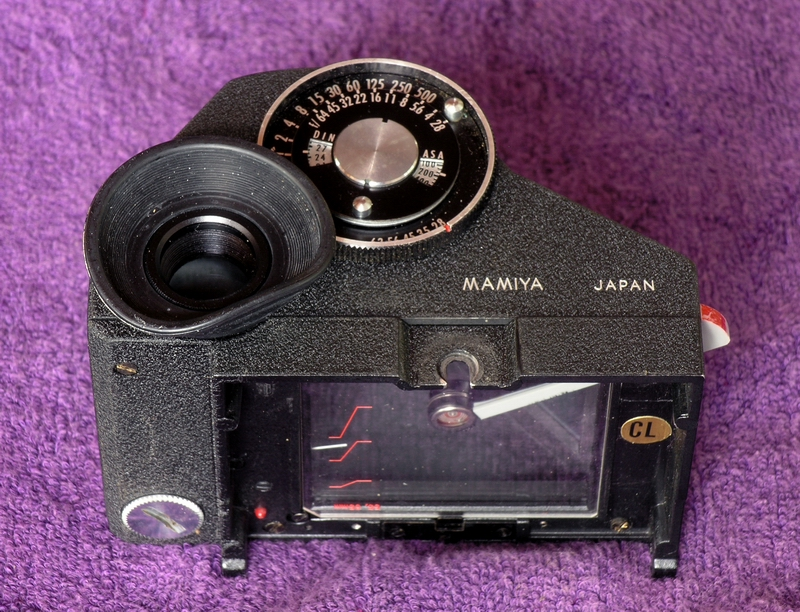
Видоискатель Porrofinder с призмой Порро
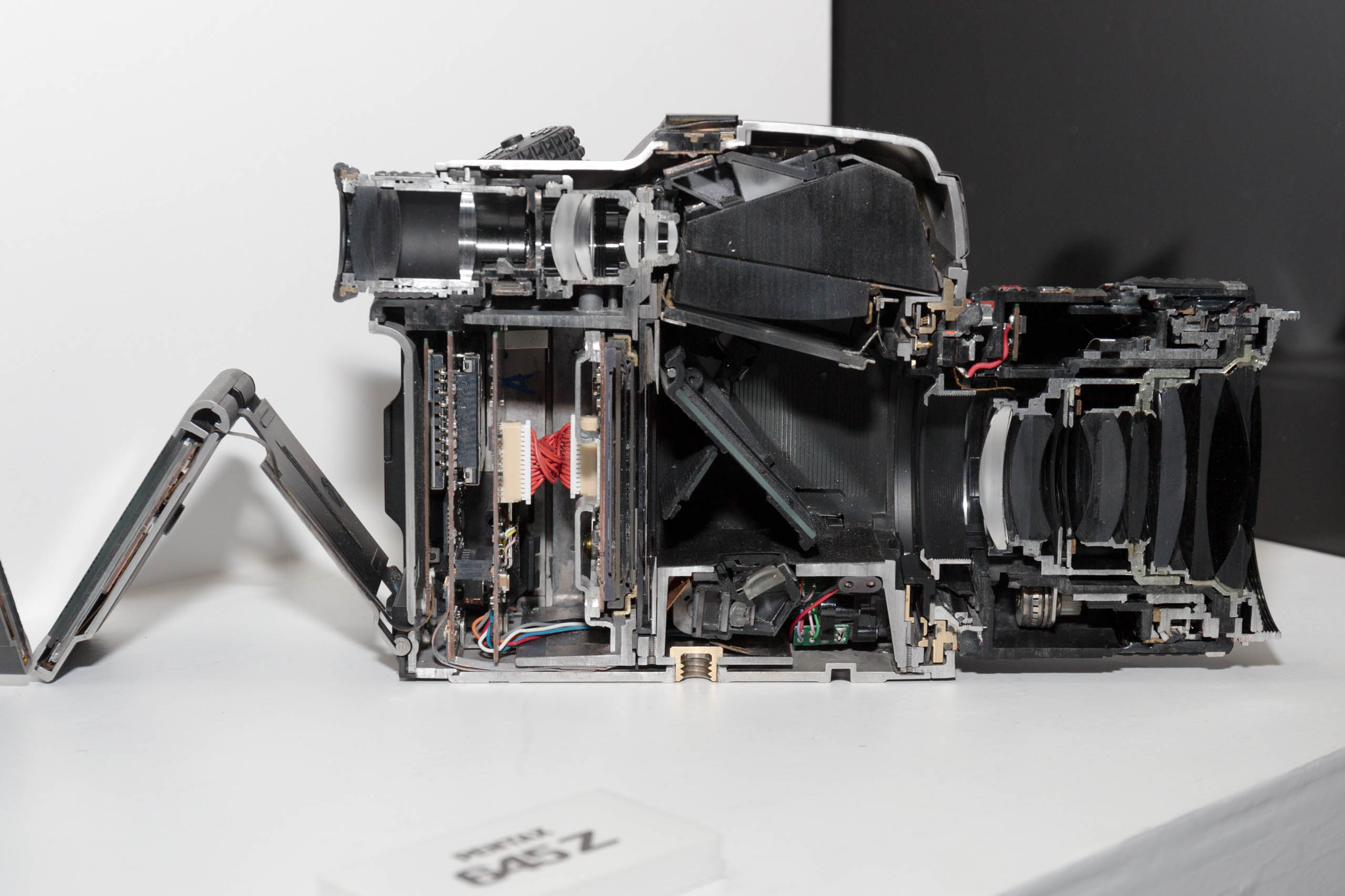
Pentax 645Z с трапециевидной призмой

В этом случае свет, отразившийся от верхних крышеобразных граней, вторично отражается от нижней, выходя через заднюю грань под углом 60° к первоначальному направлению. Призма использовалась в видоискателях советских фотоаппаратов «Салют» и «Киев-88 TTL», а также в некоторых иностранных камерах, давая выигрыш по высоте и весу с большим кадром среднего формата. Окуляр таких видоискателей расположен под углом, а уменьшенное увеличение компенсируется большим размером кадра. Известны случаи использования крышеобразной призмы Амичи в малоформатных зеркальных фотоаппаратах, например французском Focaflex. 
В аппаратуре с большим кадром могут использоваться и другие виды призм, например трапециевидная призма, как в фотоаппаратах Pentax 645. За счёт троекратного внутреннего отражения, изображение в выходной грани такой призмы получается перевёрнутым, и становится прямым при рассматривании через окуляр, выполненный по схеме телескопа Кеплера. Главный выигрыш такой конструкции видоискателя — меньшие объём стекла и вес трапециевидной призмы по сравнению с необходимой для такого кадра пентапризмой.
В дешёвых любительских фотоаппаратах цельная пентапризма заменяется более лёгким пентазеркалом, склеенным из плоских зеркал. Однако, из-за потерь света на зеркалах, отсутствующих в отражательных призмах, светопропускание видоискателя с пентазеркалом ниже, чем у пентапризменного.